# 莫爾查尼亞岩
莫爾查尼亞岩（英語：Molchaniya Rock）是南極洲的岩層，位於毛德皇后地的阿斯特里德公主海岸，處於羅赫林冰原島峰西北面11公里，屬於帕耶山脈的一部分，由德國探險隊發現和拍攝空中照片，現時由南極條約體系管理。